# 司马覃
司马覃（295年—308年3月24日），晉朝皇太子，為晋武帝司马炎之子清河王司马遐的长子，祖母是陈美人（陈太妃），母周氏，外祖父周恢，外祖母乃司马越姑姑、司马馗之女。姨丈诸葛玫。

## 生平
300年，司马遐死后，司马覃袭封清河王。
晋惠帝的太子司马遹、皇太孙司马臧、司马尚在八王之乱中先后死亡。302年，根据齐王司马冏的上书建议，册立司马覃为皇太子。304年二月，成都王司马颖控制朝廷，废皇后羊献容为庶人，太子司马覃复为清河王，以自己为皇太弟。
司马颖还镇邺城后，永興元年（304年），司空东海王司馬越和右衛將軍陳昣和長沙王故將上官巳起兵討伐司馬穎，复立羊献容和司马覃，以司马覃留守洛阳。河间王司马颙派张方进攻洛阳，上官巳和别将苗願等人出拒張方但被擊敗，司馬覃夜襲苗願和上官巳，二人出走，司馬覃迎接張方，張方下车扶起。张方又废黜羊献容和司马覃。后来司马颖失势，司马颙改立豫章王司马炽为皇太弟。司马炽认为司马覃才是原来的皇太子，不敢当，典書令脩肅劝说他顺应人望，指司马覃因为幼弱未得人心所以被废，司马炽才接受。
后来晋惠帝驾崩，一说是被权臣司马越毒死；皇后羊献容认为司马炽继位则她不能成为皇太后，意图召司马覃继位。侍中华混认为不可，告诉司马越，让他召司马炽入宫。司马覃已经应召到尚书阁，怀疑有变，托病返回。司马炽继位，即晋怀帝。
司马覃的舅舅吏部郎周穆是司马越姑妈的儿子，与妹夫诸葛玫向司马越进言称司马炽是被叛将张方立为皇太弟，应该复立司马覃。司马越不等他们说完就命令左右斩杀他们。
307年十二月，前北军中候任城吕雍、度支校尉陈颜等谋立司马覃为太子，事发後司马覃被囚禁于金墉城，於308年二月十六辛卯被司马越杀害，以庶人礼埋葬。